# Avenida Pedro Venturo
La avenida Pedro Venturo es una avenida de la ciudad de Lima, capital del Perú. Se extiende de oeste a sureste, en los distritos de Surquillo y Santiago de Surco, a lo largo de 6 cuadras. Hacia el oeste, el tramo de la vía es continuado por la avenida Manuel Villarán, en el distrito de Surquillo. La avenida es nombrada por el ingeniero agrónomo, Pedro Venturo Zapata, ministro de agricultura durante el gobierno de José Luis Bustamante y Rivero y dirigente de la Negociación Vinícola Pedro Venturo S.A. y de la hacienda Higuereta.

## Recorrido
Se inicia en la intersección de las avenidas Manuel Villarán e Intihuatana, en el límite entre los distritos de Surquillo y Santiago de Surco. La avenida se extiende a lo largo de 6 cuadras, hasta llegar al cruce con la avenida Higuereta, donde termina su recorrido. En todo su recorrido, la avenida cuenta con cuatro carriles en total en dos calzadas, dos para cada dirección.
A lo largo de su recorrido, se encuentran diversos lugares de interés, como el Centro Comercial Venturo, las oficinas de la División de Investigación de Delitos de Alta Complejidad (DIVIAC) de la Policía Nacional del Perú, y la Institución educativa Pedro Venturo. Además, se pueden encontrar distintos negocios, como un Tambo+, Oxxo, Mass y un Pizza Hut.